# Kabuto Rock
Der Kabuto Rock (japanisch かぶと岩 Kabuto-iwa, deutsch ‚Helmfelsen‘; norwegisch Hjelmen ‚Helm‘) ist ein großer und blanker Felsen an der Kronprinz-Olav-Küste im ostantarktischen Königin-Maud-Land. Er ragt auf halbem Weg zwischen dem Chijire- und dem Rakuda-Gletscher auf.
Luftaufnahmen und Vermessungen der von 1957 bis 1962 dauernden japanischen Antarktisexpedition dienten seiner Kartierung. Die daran beteiligten japanischen Wissenschaftler nahmen auch die deskriptive Benennung vor. Das Advisory Committee on Antarctic Names übertrug diese 1964 in einer Teilübersetzung ins Englische.